# Angelo Tondi
Angelo Tondi (Mede, 1º novembre 1901 – Roma, 27 luglio 1994) è stato un generale e aviatore italiano, decorato di cinque Medaglie d'argento e due di bronzo al valor militare. A lungo pilota personale di Benito Mussolini, fu detentore di numerosi primati aeronautici, e pilota collaudatore presso il Centro Sperimentale di Guidonia.

## Biografia

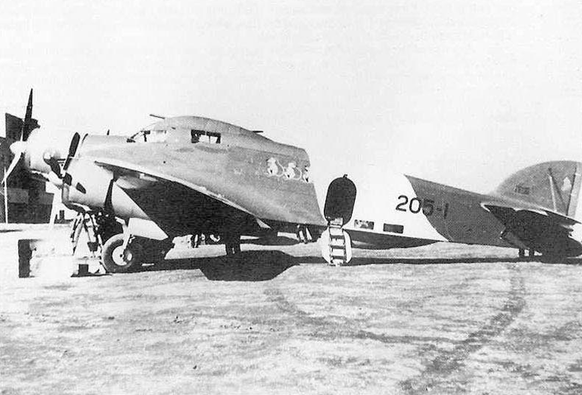
Un velivolo Savoia-Marchetti S.79 del 12º Stormo fotografato a terra.

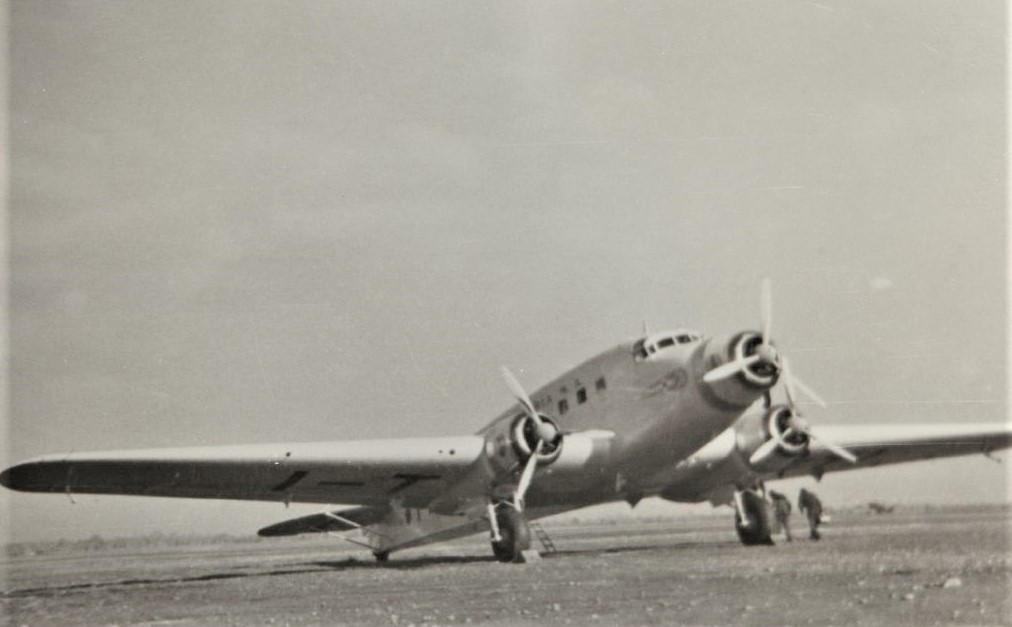
Un velivolo Savoia-Marchetti S.M.75 fotografato a terra.

Nacque a Mede, provincia di Pavia, il 15 dicembre 1901. Arruolatosi nel Regio Esercito, transitò poi nella Regia Aeronautica. Assegnato al comando aviazione della Cirenaica tra il 1927 e il 1931 partecipò alle operazioni di riconquista della colonia distinguendosi particolarmente nel corso delle operazioni belliche, venendo decorato di due Medaglie d'argento e due di bronzo al valor militare. Nell'agosto 1934 fu tra i membri dell'equipaggio che trasferirono in Cina il bombardiere Savoia-Marchetti S.72 (MM.219) dono personale di Benito Mussolini al capo del governo nazionalista Chiang Kai-shek. Tale aereo era stato donato dal Duce come gesto di buona volontà per cercare di placare la crisi apertasi con la sostituzione di Roberto Lordi, comandante della missione aeronautica italiana in Cina, e Consigliere Capo del generalissimo, con Silvio Scaroni.
Nell'agosto 1937 partecipò con la 205ª Squadriglia da bombardamento alla gara aerea Istres-Damasco-Istres volando su un trimotore Savoia-Marchetti S.79C Sparviero (MM.335, recante l'immatricolazione civile I-TOMO)  in coppia con il capitano Antonio Moscatelli. I due arrivarono a Damasco al secondo posto, ma all'arrivo a Parigi tagliarono il traguardo in sesta posizione generale. Tra il 1937 e il 1938 partecipò alle operazioni aeree durante la guerra di Spagna, venendo decorato di due Medaglie d'argento al valor militare. Si distinse particolarmente, con il grado di maggiore, nella missione speciale eseguita il 1 gennaio 1938, quando insieme al generale Giuseppe Valle decollò alle 16:45 dall'aeroporto di Guidonia con un S.79 del 12º Stormo, eseguendo alle ore 21:00 il bombardamento del porto di Barcellona e rientrando regolarmente alla base alle 22:45.
Il 4 dicembre 1938, volando a bordo di un S.79 (MM.21137) con equipaggio formato da maresciallo pilota G. Pontonutti e dai motoristi Risaliti e Rozzano, conquistò i primati mondiali di velocità su base di 1.000 km raggiungendo i 472,825 km/h e su base di 2.000 km con 468,811 km/h di media. Il 30 dello stesso mese, sempre con Pontonutti e volando sul prototipo Piaggio P.23R stabilì i primati mondiali di velocità con carico di 5.000 kg su 2.000 e 1.000 km volando alle medie di 403,908 e 405,259 km/h.
Tra il 30 luglio e il 1 agosto 1939, volando su un trimotore Savoia-Marchetti S.M.75 (matricola I-TALO) con equipaggio formato da Roberto Dagasso, Ferruccio Vignoli e dal motorista Aldo Stagliano, conquistò il primato mondiale di distanza volando per 12.935 km in 57,35 ore in circuito chiuso alla media di 226.192 km/h. In quello stesso volo fu stabilito anche il primato mondiale di velocità sui 10.000 km volando alla media di 236,970 km/h. Accolto al rientro da Capo di stato maggiore della Regia Aeronautica, generale Giuseppe Valle, per questi fatti fu decorato con la Medaglia d'oro al valor aeronautico.
Su specifica richiesta di Mussolini al nuovo Capo di stato maggiore della Regia Aeronautica, generale Francesco Pricolo, quest'ultimo autorizza un nuovo volo da primato che avrebbe congiunto l'Italia direttamente al Brasile. Il 14 gennaio 1940, a seconda guerra mondiale già iniziata, decollò da Guidonia su un Savoia-Marchetti S.M.75PD (I-TALO) con equipaggio composto anche dal capitano Bertocco, dal motorista Stagliano e dal radiotelegrafista Luigi Fais. Il volo procedette regolarmente fino a dopo l'isola del Sale a una quota di circa 500 m, ma poi il velivolo viene informato dell'avvicinarsi di un fronte ciclonico (il cosi detto “pozzo nero”) e gli è ordinato di portarsi a 5.000 m. Durante la fase di salita a causa della cattiva lubrificazione si fonde un cuscinetto del compressore del motore di sinistra il quale inizia ad emettere un denso fumo, tanto che viene spento. Da 3.800 m di tangenza l'aereo inizia a perdere quota rapidamente anche per il fatto che l'equipaggio non può agire sul comando di scarico rapido del carburante in quanto unico per tutti i serbatoi. Il motorista Stagliano allentò allora alcuni raccordi del carburante che iniziò a defluire all'interno della carlinga fuoriuscendo dalla botola ventrale di accesso, posta in posizione semiaperta. La posizione dell'aereo, in piena tempesta, era a circa 700 miglia dall'isola di Noronha, e mentre il motorista aveva i piedi a bagno nel carburante il pilota aprì il finestrino della cabina di pilotaggio per favorire l'evacuazione dei fumi tramite l'aerazione, ma ottenne l'effetto opposto e accusò i primi sintomi di intossicazione. Sceso l'aereo oramai a 30 m di quota il pilota decise di riaccendere il propulsore di sinistra per tentare di raggiungere l'isola di Fernando de Noronha su cui atterrò dopo 32 ore e 47 minuti di volo. L'equipaggio rientrò subito in Italia, mentre l'aereo rimase lì, e fu poi riequipaggiato con nuovi motori e ritornò in Italia con ai comandi Vittorio Suster il 26 ottobre 1940.
Durante il corso della seconda guerra mondiale eseguì missioni di bombardamento a lungo raggio su Gibilterra venendo decorato con la quinta Medaglia d'argento al valor militare. A lungo pilota collaudatore presso il Centro Sperimentale di Guidonia, fu comandante del 1º Nucleo Aeromobili Terrestri del 1° Centro Sperimentale. Il 13 luglio 1943 trasferì in volo a Guidonia un caccia Lockheed P-38J Lightning che era atterrato per errore sul campo d'aviazione di Capoterra, in Sardegna il giorno precedente. Con tale aereo alle 11:00 dell'11 agosto, mentre eseguiva un volo di prova, attaccò una formazione di bombardieri statunitensi Boeing B-17 Flying Fortress di ritorno da una azione sullo scalo ferroviario di Terni, abbattendo il B-17F (42-30307) che precipitò in mare, e danneggiandone gravemente un secondo (42-30093) che effettuò un atterraggio di fortuna nel deserto tunisino, a circa 10 km a est di Saint Donat.
Dopo l'armistizio dell'8 settembre 1943 aderì alla Repubblica Sociale Italiana, e rispondendo all'appello del colonnello Ernesto Botto entrò nell'Aeronautica Nazionale Repubblicana. Dopo la sostituzione di Botto con Arrigo Tessari divenne Capo di gabinetto del Ministro, in sostituzione di Nicola Ruggeri. Dopo la fine del conflitto fu sottoposto a procedimento di epurazione, e decise quindi di emigrare per un certo periodo in Argentina insieme ad altri piloti come Arduino Buri, Ugo Drago, Adriano Mantelli, Mario Bonzano, Giuseppe Robetto e Ferrari. Nel dopoguerra andò a lavorare per la compagnia di bandiera Alitalia, dove fu pilota di velivoli di linea e poi Capo del servizio addestramento del personale navigante. Concluse la carriera militare con il grado di generale di brigata aerea.

### Annotazioni
1. ↑  La sostituzione di Lordi con Scaroni era vista, per il governo italiano, come un semplice avvicendamento, ma fu presa malissimo da Chiang Kai-shek.
2. ↑  Il P-38 di Tondi volava in coppia con un caccia Aermacchi C.205V Veltro ai comandi del capitano Franco Benato anch'egli appartenente al 1° Centro Sperimentale.

### Fonti
1. 1 2 3  Trotta 1978, p. 122.
2. ↑  Mancini 1936, p. 586.
3. 1 2 3 4 5 6 7  Garello 2014, p. 55.
4. ↑  Gori 2000, p. 31.
5. ↑  Gori 2000, p. 17.
6. ↑  Gori 2000, p. 18.
7. 1 2 3 4 5 6 7 8 9 10  Brotzu, Cosolo 1975, p. 54.
8. 1 2  Garello 2014, p. 48.
9. ↑  Garello 2014, p. 51.
10. ↑  Pellegrino 2016, p. 87.
11. ↑  Bollettino Ufficiale 1940 disp. 41ª, pag.1437 registrato alla Corte dei conti addì 12 agosto 1942, registro n.4 Aeronautica, foglio n.223.
12. ↑  Bollettino Ufficiale 1939 disp. 43ª, pag.1391.
13. ↑  Supplemento ordinario alla Gazzetta Ufficiale del Regno d'Italia n.267 del 18 novembre 1937, pag.14.
14. ↑  Gazzetta Ufficiale del Regno d'Italia n.35 del 12 novembre 1932, pag.800.